# Comté de Sullivan (Missouri)
Pour les articles homonymes, voir Comté de Sullivan.
Le comté de Sullivan (Sullivan County) est un comté du Missouri aux États-Unis. Le siège du comté se situe à Milan. Le comté date de 1843 et il fut nommé en hommage au général John Sullivan.  Au recensement de 2000, la population était constituée de 7.219 individus.

## Géographie
Selon le bureau du recensement des États-Unis, le comté totalise une surface 1.687 km² dont 1 km² d’eau. 

### Géolocalisation
| Comté de Mercer (Missouri) | Comté de Putnam (Missouri) |                          |
|                            | Comté de Sullivan          | Comté d'Adair (Missouri) |
| Comté de Grundy (Missouri) | Comté de Linn (Missouri)   |                          |

### Routes principales
- Missouri Route 5
- Missouri Route 6
- Missouri Route 129
- Missouri Route 139

## Démographie
Selon le recensement de 2000, sur les 7.219 habitants, on retrouvait 2.925 ménages et 1.959 familles dans le comté. La densité de population était de 4 habitants par km² et la densité d’habitations (3.364 au total)  était de 2 habitations par km². La population était composée de 94,96 % de blancs, de 0,14 %  d’afro-américains, de 0,25 % d’amérindiens et de 0,14 % d’asiatiques.
29,60 % des ménages avaient des enfants de moins de 18 ans, 53,3 % étaient des couples mariés. 25 % de la population avait moins de 18 ans, 7,5 % entre 18 et 24 ans, 26,3 % entre 25 et 44 ans, 22,7 % entre 45 et 64 ans et 18,5 % au-dessus de 65 ans. L’âge moyen était de 39 ans. La proportion de femmes était de 100 pour 100,1 hommes.
Le revenu moyen d’un ménage était de 26.107 dollars.

## Villes et cités
| - Green City - Greencastle | - Harris - Humphreys | - Milan - Newtown | - Osgood - Pollock | - Reger - Winigan |